# Route nationale 10 (Cameroun)
Pour les articles homonymes, voir Route nationale 10.
La route nationale 10 est une route camerounaise reliant Yaoundé à la frontière avec la République centrafricaine en passant par Awaé, Ayos, Abong-Mbang, Doumé, Batouri, Mbilé et Kentzou. Sa longueur est de 328,5 km,.